# Saramacca Polder
Saramacca Polder è un comune (ressort) del Suriname di 7.789 abitanti.